# جواكيم برودين
جواكيم برودين: (مواليد 5 أكتوبر 1980 -) هو مغنً سويدي-تشيكي، وقائد فرقة ساباتون.